# Paul Dimo
Pour les articles homonymes, voir Dimo (homonymie).
Paul Dimo (né le 10 juin 1905 et mort le 17 avril 1990) est un ingénieur en électricité roumain. Il est le créateur de la méthode REI de l’analyse nodale des réseaux électriques[source insuffisante]. Il a également contribué au développement de l’électrification de la Roumanie [source insuffisante].

## Biographie
Né à Turnu Severin, il étudia l'électricité à Paris. Entre 1930 et 1945, il fut le chef de la Société du gaz et de l'électricité de Bucarest. Puis il travailla comme chercheur à l'Institut de génie énergétique de l'Académie roumaine.

## Prix
- Prix d'État pour le plan d'électrification de la Roumanie (1950) et pour la conception de la centrale hydroélectrique Moroieni (1954)
- Prix Montefiore pour les réseaux électriques d'analyse
- Prix Traian Vuia de l’Académie roumaine pour l'analyse de la stabilité constante des réseaux électriques